# نویراپین
نویراپین (به انگلیسی: Nevirapine) یک داروی مورد استفاده برای درمان و پیشگیری از عفونت اچ آی وی و ایدز و به‌طور خاص HIV-1 است. این دارو معمولاً با دیگر داروهای ضد رترو ویروسی تجویز می‌شود. از این دارو برای جلوگیری از انتقال اچ آی وی از مادر به کودک در هنگام تولد ممکن است استفاده شود.